# Церква Успіння Пречистої Богородиці (Білгород-Дністровський)
Вірменська церква Успіння Пречистої Богородиці (Сурб Аствацацін) — церква XIV століття у Білгороді-Дністровському, раніше одна з трьох церков вірменської громади міста, нині єдина збережена. Пам'ятка архітектури національного значення (охоронний № 561). Адреса: вул. Старовірменська, 1.

## Історія

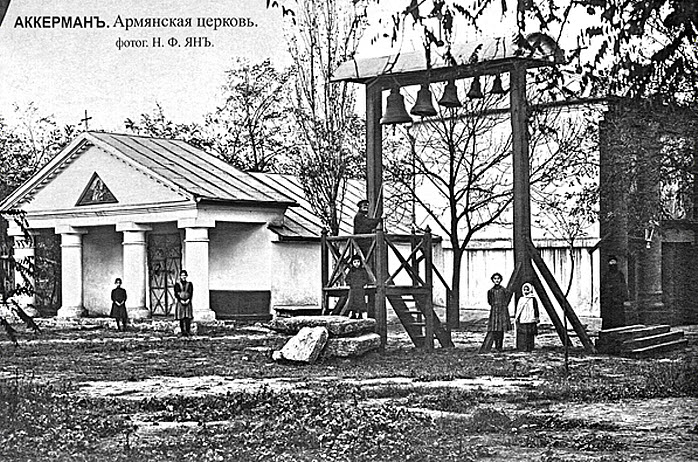
Старе фото церкви

Точна дата будівництва церкви не відома. Датування було проведено за двома плитами з написами, вмурованими в стіни церкви.
Церква була закрита 1940 року. До 2012 року в приміщенні церкви розташовувалася база археологічної експедиції. 2012 року церкву передали вірменській громаді Білгород-Дністровська. З того ж року в храмі розпочато реставраційні роботи, які планують завершити восени 2021 року.
В червні 2018 року відбулась освята нових дзвонів церкви. Чин освячення провів голова української єпархії Вірменської апостольської церкви єпископ Маркос Оганесян.

## Опис

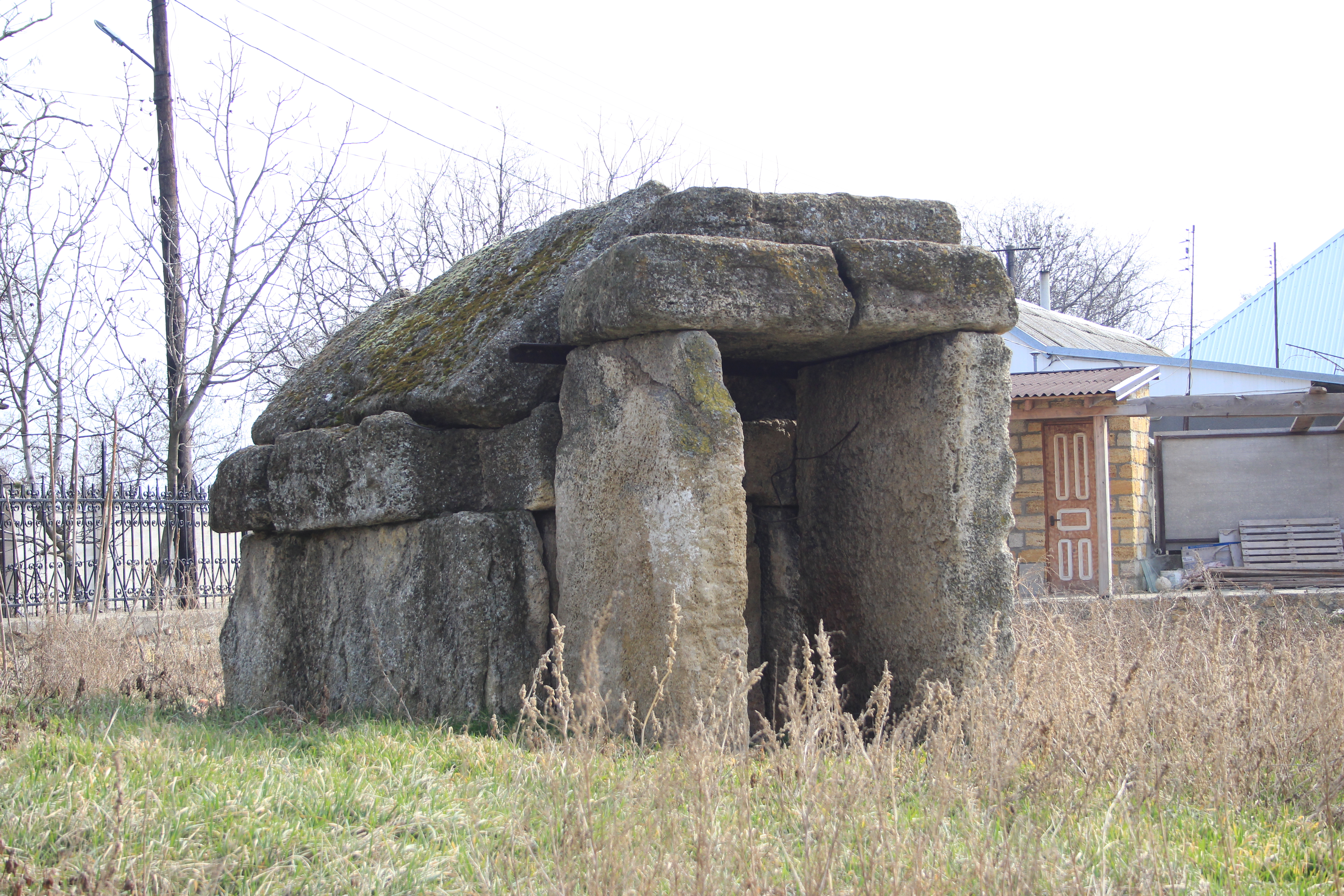
Сарматський склеп у дворі церкви

Споруда зального типу, зведена з каменю-пісковика, в плані Т-подібна. Церква Пресвятої Богородиці побудована в стилі базиліки, майже наполовину знаходиться під землею, і для входу в неї потрібно спуститися по 12 щаблях. У стінах церкви збереглися стародавні мармурові плити із зображенням Святого Хреста, на одній з яких (з південного боку церкви) вибито напис:
«Св. хрест імені Спасителя, що святим знаменням називають в пам'ять Тінара, подружжя і батьків його. Літа 896 (1447)»— 
а на іншій (з північної сторони):
«Святе знамення Христа поставлено в пам'ять Саркиса і батьків його. Літа 923 (1475)».— 
На території церкви розташований сарматський склеп ІІІ століття н. е., який перенесли сюди з піщаного кар'єру на східній околиці міста.

## Галерея

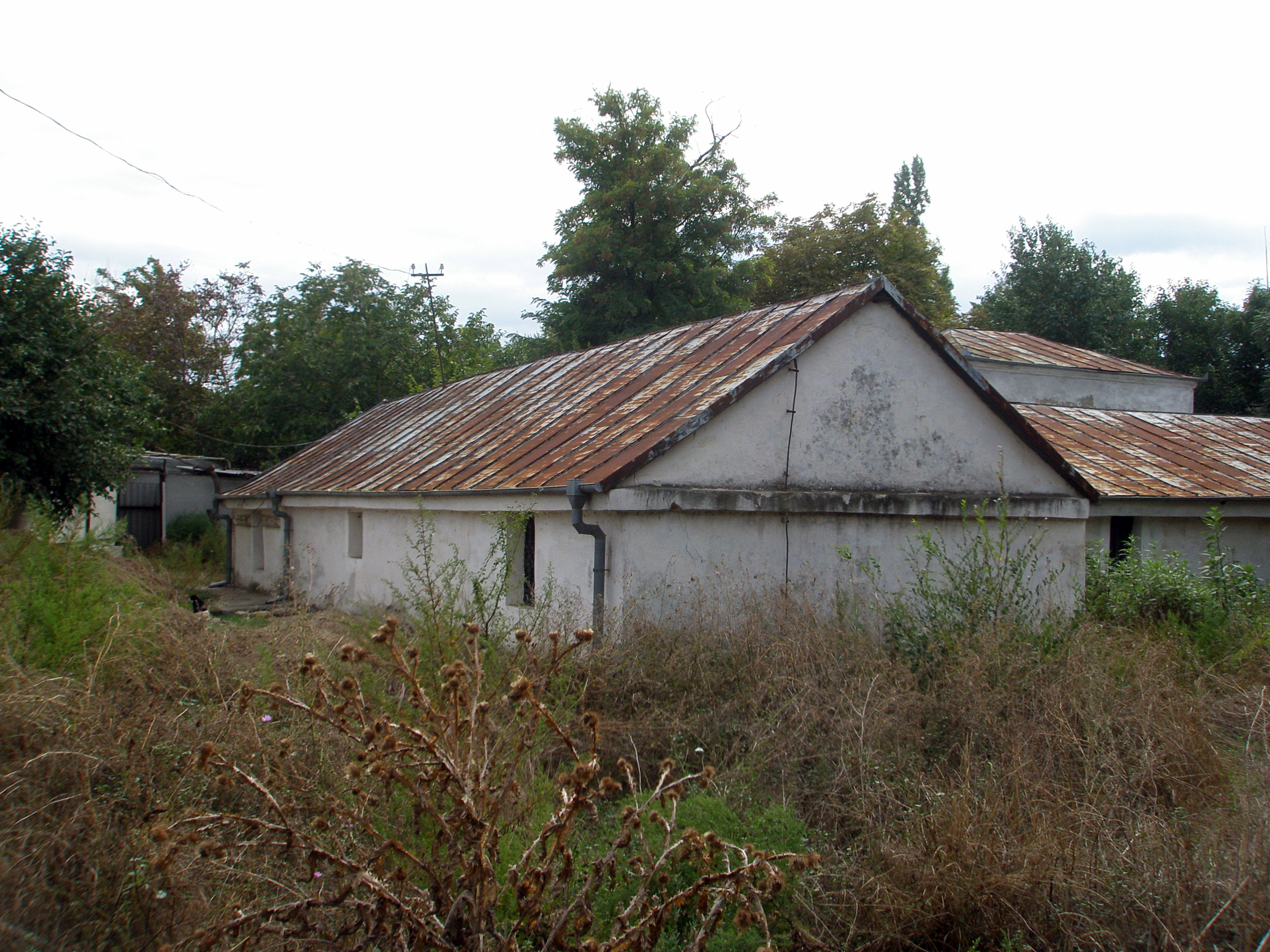
Церква у занедбаному стані
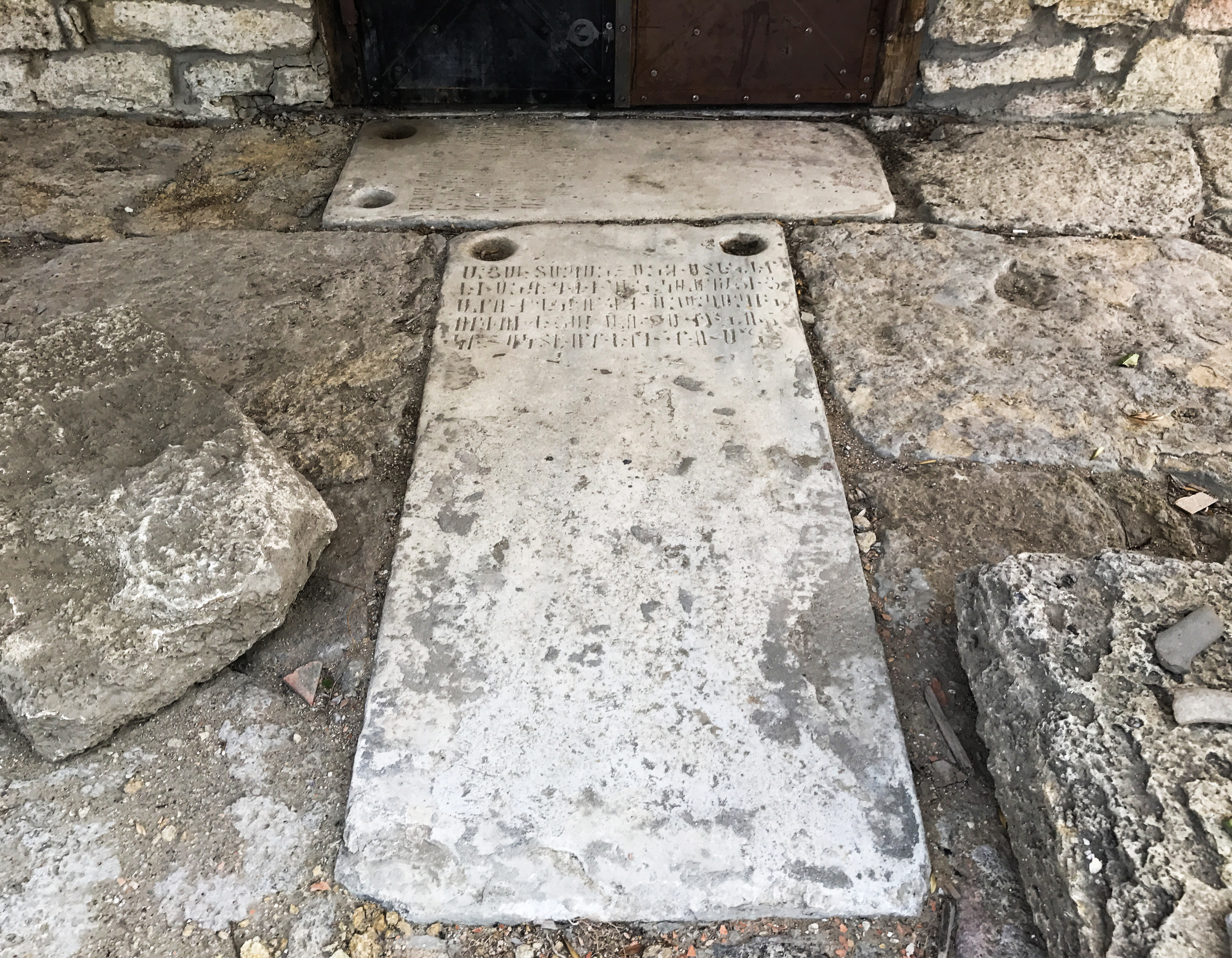
Вхід до церкви
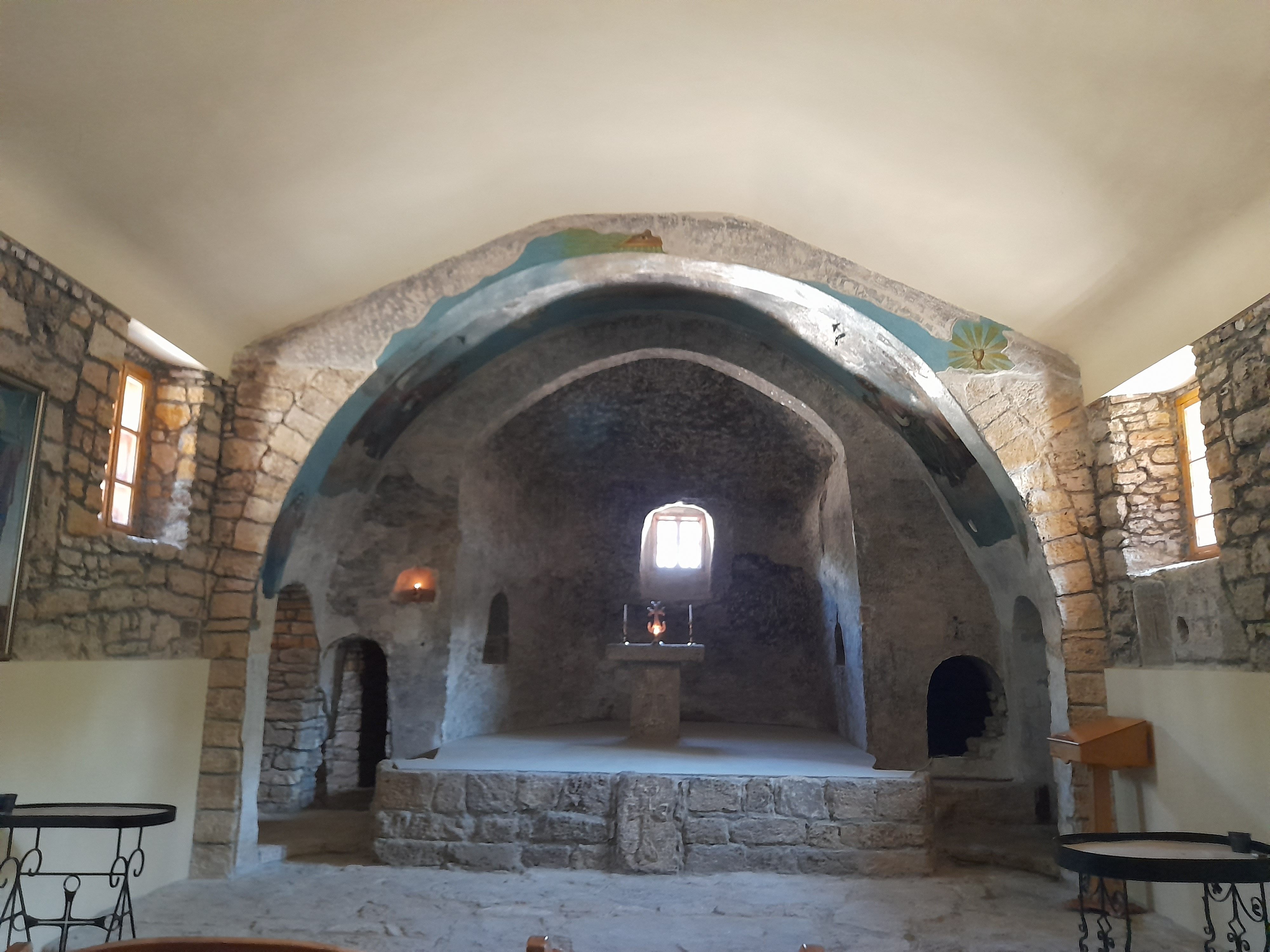
Інтер'єр церкви
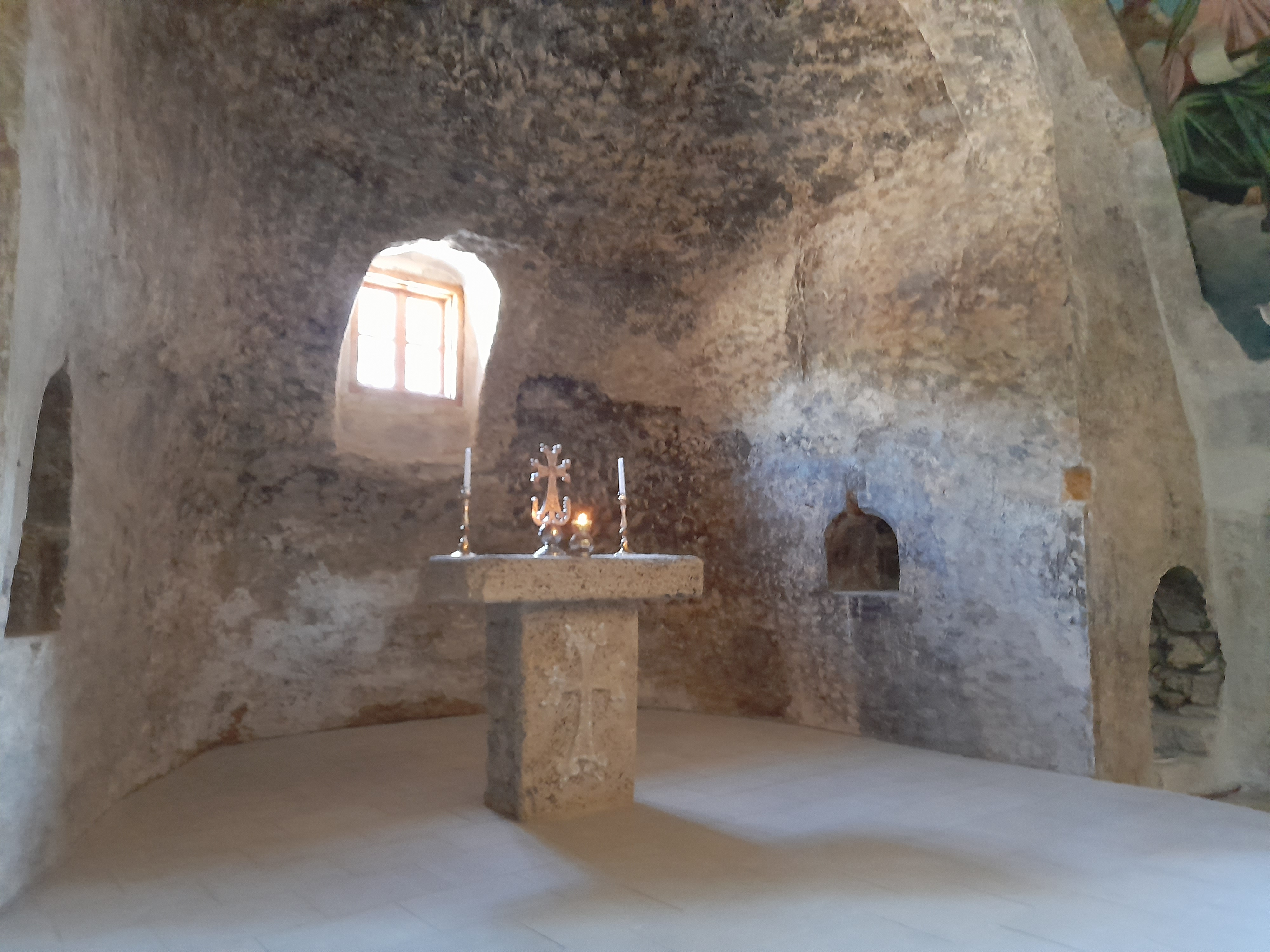
Вівтар
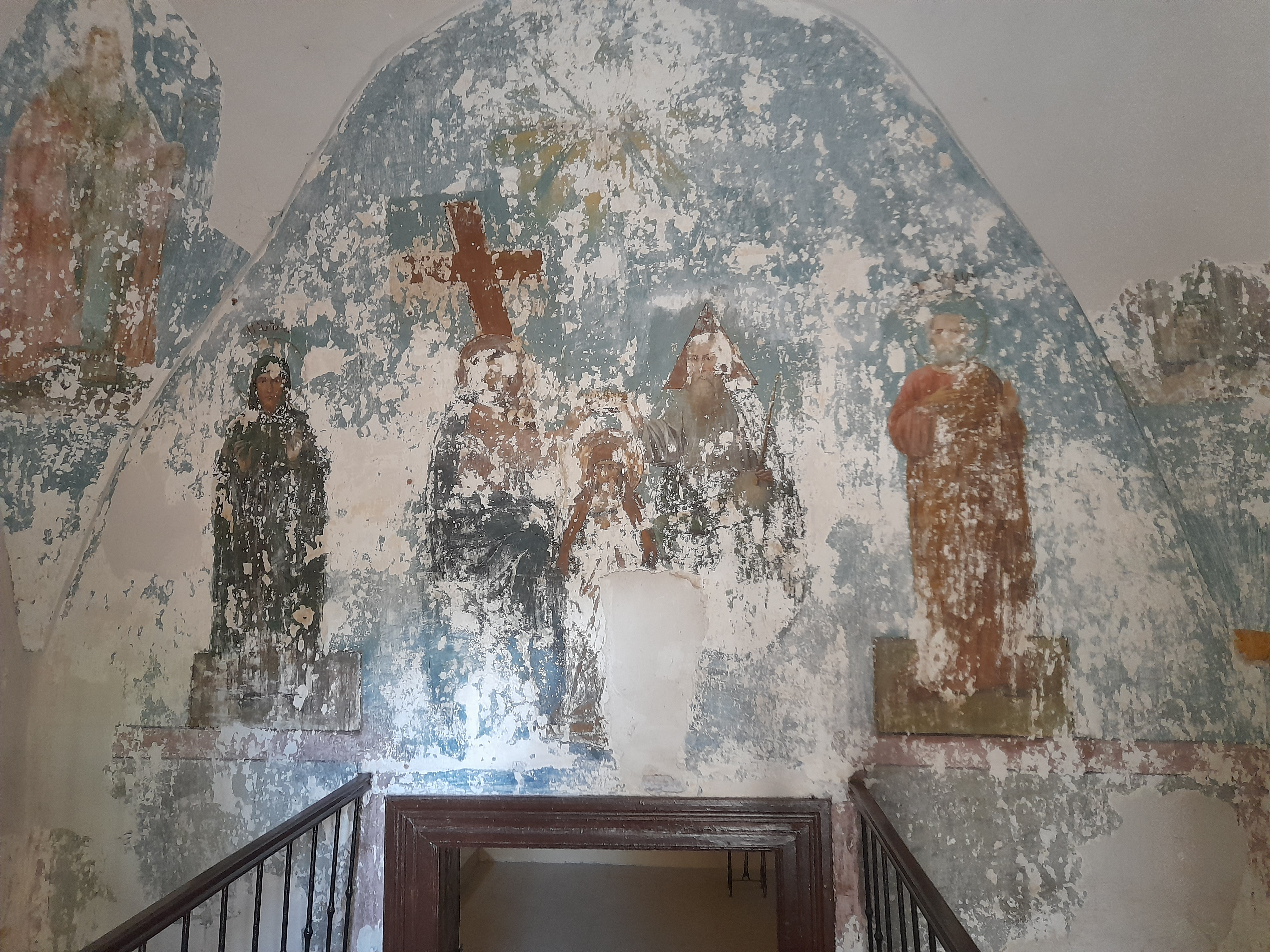
Фрески
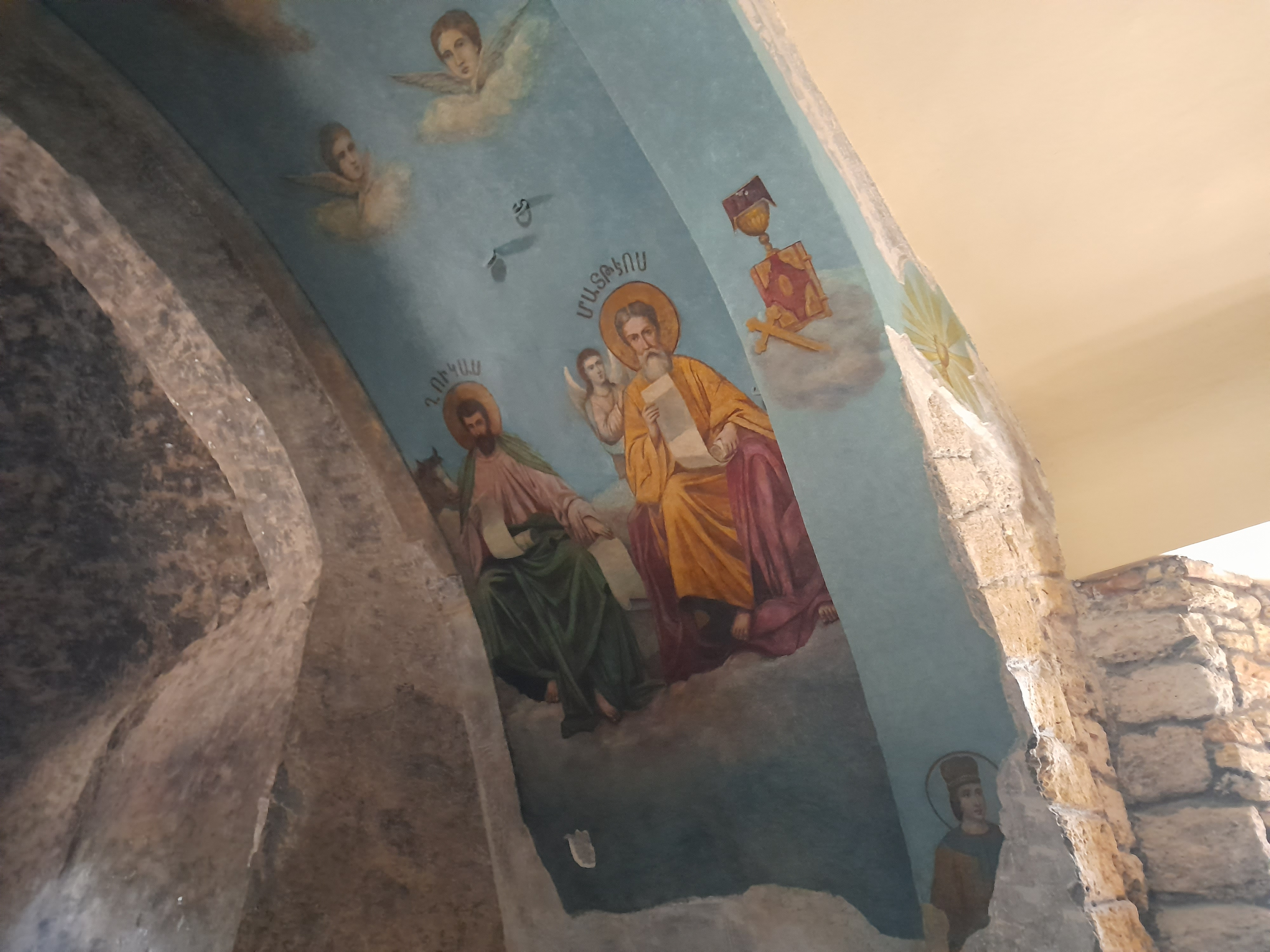
Фрески
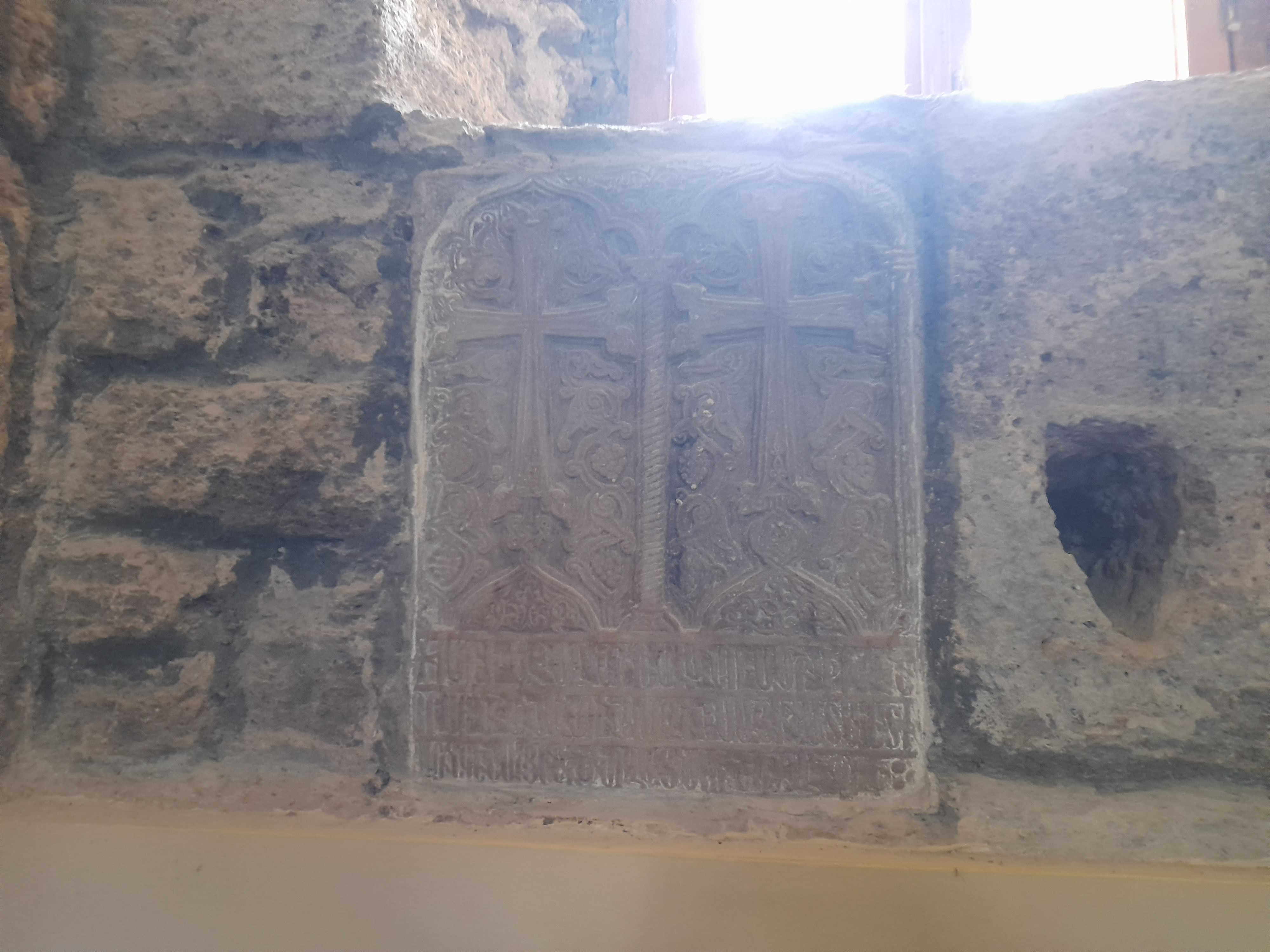
Поховання у церкві